# Ligne d'Appenweier à Kehl
La ligne d'Appenweier à Kehl est une ligne ferroviaire allemande d'intérêt local et international, qui relie la ligne de Mannheim à Bâle à la gare de Kehl et à la frontière franco-allemande. La ligne, à double voie sur toute sa longueur, est intégralement électrifiée.
Au-delà du Rhin, elle est prolongée par la ligne de Strasbourg-Ville à Strasbourg-Port-du-Rhin.

## Historique
La ligne d'Appenweier à la frontière française a été ouverte le 2 janvier 1861 sous l'égide des chemins de fer de l'État de Bade (« Badische Staatseisenbahnen »), 17 ans après la ligne de Mannheim à Bâle.

### POS Sud
Le 22 mai 1992, les ministres des transports français et allemand convinrent à La Rochelle de la réalisation de la liaison rapide Paris – Ostfrankreich – Süddeutschland (POS) (Paris, est de la France, sud de l'Allemagne),. Alors à voie unique, le pont de Kehl, sur le Rhin, n'était franchissable qu'à 50 km/h au maximum, la gare de Kehl à 100 km/h et le tronçon de 14 km jusqu'à Appenweier qu'à 140 km/h. Les travaux de modernisation de la voie reliant Kehl à Appenweier afin d'y porter la vitesse des circulations à 160 et 200 km/h prirent l'intitulé POS Sud (le terme POS Nord concernant les travaux similaires entre la frontière franco-allemande et Ludwigshafen via Sarrebruck).
Le gouvernement et les chemins de fer allemand conclurent, le 16 juillet 2007, une convention de financement d'un montant de 51 M€ portant entre autres sur la mise à 2 voies du pont de Kehl, la mise en place d'un PIPC à Kehl et l'amélioration du tracé à l'entrée ouest de la gare de Kehl afin d'y permettre la circulation des trains à 160 km/h. En plus de ces investissements cofinancés par le gouvernement, DB Netz, gestionnaire du réseau ferré, finança également sur ses fonds propres la suppression des autres passages à niveau de la ligne. L'Union européenne devait contribuer au financement des travaux à hauteur de 27 M€, mais, en raison des retards pris par les travaux, elle réduisit de 3,5 M€ sa contribution au printemps 2010.
La première phase des travaux comprend la suppression de dix passages à niveau. Entre autres de la reconstruction du pont ferroviaire de Kehl sur le Rhin, les tracés en entrée de la gare de Kehl seront modifiés afin d'y permettre une traversée à 160 km/h. Enfin, les travaux seront entrepris afin de faire passer la vitesse des trains sur la section Kehl – Appenweier à 200 km/h. Grâce à ces améliorations, le temps de parcours de ce tronçon devrait être passé de 9 à 6 minutes.
Enfin, le raccordement d'Appenweier (« Appenweier Kurve »), permettant l'insertion à grande vitesse sur la ligne Mannheim - Bâle, bien qu'inscrit depuis 1994 au « Raumordnungsverfahren » (équivalent des contrats de plan État-région en France), n'est pas réalisé à ce jour, et il n'est pas certain qu'il le sera à court terme.

### Le Nouveau Pont sur le Rhin
Maillon essentiel de la Magistrale européenne, la construction du nouveau pont sur le Rhin entre la France et l'Allemagne a commencé au printemps 2008 et s'est achevée fin 2010. Le précédent pont fut alors démoli. L'opération coûta près de 22,6 millions d'euros et a été financée à 75 % par l'Allemagne au titre de dommages de guerre.
Ce nouveau pont repose sur une seule pile centrale au milieu du Rhin. Il est plus haut que son prédécesseur - datant de 1954 - pour un gabarit fluvial amélioré, et deux fois plus large permettant la mise en place de deux voies de circulation (contre une précédemment).

#### Itinéraire alternatif par Wintersdorf
Compte tenu des oppositions rencontrées localement à l'amélioration du raccordement d'Appenweier — dont les travaux engendrerait une division du village en deux —, l'idée d'une réactivation et d'une amélioration de l'itinéraire délaissé via Wintersdorf a été proposée. Cet itinéraire, réutilisant l'ancienne ligne Rœschwoog – Rastatt, permettrait une diminution d'une heure des trajets entre la France et l'Allemagne en direction de Mannheim et Francfort et de 40 minutes en direction de Stuttgart et Munich,.

## Tracé
La ligne quitte la ligne de Mannheim à Bâle (« Rheintalbahn ») en gare d'Appenweier (on trouve un raccordement dans les deux directions sur la « Rheintalbahn »). Après la gare de Kehl, la ligne franchit le Rhin, au moyen du pont ferroviaire de Kehl, reconstruit en 2010, qui constitue la frontière avec la France.

### Caractéristiques
La ligne est entièrement à double voie, excepté les deux bifurcations au nord et au sud d'Appenweier qui sont à voie unique. Son profil est excellent, les déclivités ne dépassent pas 6‰. Elle est électrifiée en 15 kV - 16,7 Hz depuis le 15 septembre 1966. Elle est équipée en block automatique lumineux (BAL).

## Exploitation

La ligne Strasbourg - Appenweier fait partie du réseau à grande vitesse européen, reliant l'Est de la France au Sud de l'Allemagne

C'est aujourd'hui l'une des deux lignes ferroviaires reliant le Bade-Wurtemberg et l'Alsace sur laquelle on trouve des circulations régulières. La ligne de Haguenau à Rœschwoog et frontière est actuellement inexploitée tandis que le pont sur le Rhin de la ligne Colmar-Fribourg a été détruit en 1945. La ligne de Mulhouse à Müllheim, empruntée uniquement par des trains de marchandises, se voit réactivée depuis fin 2012 avec une circulation régulière de TER, mais également de TGV, en direction de Fribourg-en-Brisgau ; ces TGV ont toutefois été transférés sur la ligne d'Appenweier à Kehl en décembre 2018.

### Trafic grandes lignes
L'ouverture au trafic de la première phase de la LGV Est européenne, réalisée lors du changement d'horaires du 10 juin 2007, a provoqué la première circulation d'un TGV régulier sur la ligne Strasbourg - Appenweier ; lors de ce changement de service eurent également lieu de nombreuses améliorations du trafic local entre Strasbourg et Offenbourg.
Les TGV, en provenance de Strasbourg, poursuivent en direction de Baden-Baden, en empruntant les voies rapides de la ligne de Mannheim à Bâle, qu'ils gagnent en empruntant le raccordement d'Appenweier. Quatre allers-retours quotidiens relient Paris-Est à Stuttgart via Strasbourg, l'un d'entre eux étant prolongé jusqu'à Munich. Mais ces trains ne desservent pas les gares entre Kehl et Appenweier.
Jusqu’à décembre 2009, un train EuroNight reliant Strasbourg à la « Westbahnhof » de Vienne circulait également et s’arrêtait en gare de Kehl.
Actuellement, le TGV Freiburg im Breisgau - Paris (1 aller-retour par jour) emprunte cette ligne, mais sans arrêts entre les gares de Offenbourg et Strasbourg.

### Trafic régional

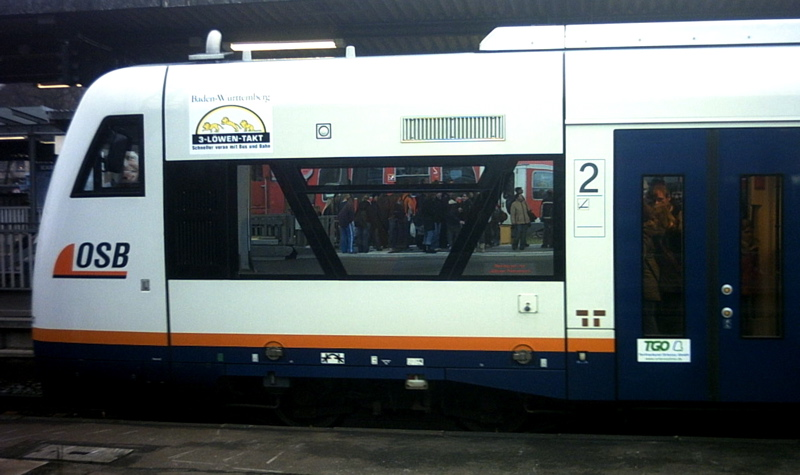
Un automoteur « Regio-Shuttle » RS1 de lOrtenau-S-Bahn GmbH en gare d'Offenbourg.

Les liaisons entre Strasbourg et Offenbourg sont cadencées à la demi-heure les jours de semaines, on compte ainsi 42 aller-retours quotidiens entre les deux gares.
La mise en service de TGV Est en juin 2007 a provoqué la disparition de la liaison Offenbourg - Sarrebruck via Strasbourg. On trouve cependant quelques circulations exploitées par l'OSB reliant directement Strasbourg à Freudenstadt, via la Ligne de la Forêt-Noire et le « Kinzigtalbahn », et qui ont une vocation principalement touristique.
Pour les desserte régionales, la SNCF utilise des autorails X 73900 ou plus rarement des VT 641, spécifiquement conçus avec les systèmes de sécurité français et allemand. L'Ortenau-S-Bahn (OSB) exploite également la ligne avec des Regio-Shuttles.
Il est à noter qu'à Strasbourg, ce service régional dispose d'une voie dédiée : la voie 25 (au sud du quai no 1).